# Džajadéva
Džajadéva (nar. kolem 1170), také známý jako Džajdév, byl indický sanskrtský básník 12. století. Proslavil se epickou básní Gítagóvinda (Zpěvy pastýřovy) která opěvuje Kršnovu lásku k pastýřkám (gópí) a zejména k pastýřce jménem Rádha v tanečním obřadu u příležitosti příchodu jara. Báseň zastává názor, že Rádha je větší než Kršna, a je považována za důležitý text bhaktického směru hinduismu. 
O Džajadévově životě se neví mnoho kromě toho, že žil  ve východní Indii a byl samotářským básníkem a hinduistickým žebrákem oslavovaným jako básnický génius. Je nejstarším autorem hymnů zahrnutých v knize Guru Granth Sahib, posvátném textu sikhismu.